# Stefan Hazuka
Stefan Hazuka (ur. 13 stycznia 1882 w Borku Kamiennym, zm. 14 marca 1978 roku) – polski działacz narodowy, bohater i pionier walki o polskość ziemi lęborskiej. Był obywatelem niemieckim, jednak stał się nielojalny wobec swojego kraju (za takiego uważały go bowiem władze Rzeszy). Wykorzystany przez Drugą Rzeczpospolitą, inspirował i finansował działania narodowe ludności pogranicza. Identyfikacja narodowa była dla niego głównym drogowskazem.

## Korzenie rodzinne Stefana Hazuki
Stefan Hazuka urodził się w miejscowości Borek Kamienny (wówczas powiat kartuski), w spokojnych czasach, by potem zaznać powołania na front w imię obcych interesów, nacjonalizmu Niemców rozgoryczonych wynikiem I wojny światowej, rozwoju nazizmu w III Rzeszy, wkroczenia Armii Czerwonej i narastającego stalinizmu. Stefan Hazuka znany jest głównie z intensywnej działalności na rzecz przyłączenia powiatu lęborskiego do odradzającej się polski w latach 1918-1919. 
Urodził się jako jedno z jedenaściorga dzieci Stefana i Katarzyny Marianny z domu Abramowskiej, szlachcianki. Ojciec Stefana pochodził ze Słowacji, więc miał we krwi mechanizmy zachowania odrębnej tożsamości narodowej (Słowacja po raz pierwszy bezwzględną niezależność uzyskała w 1939 r.). Około 1871 r. wyemigrował do prowincji Pomorze, będącej częścią państwa pruskiego.

## Początki działalności narodowej
Decydujący wpływ na dalszy rozwój tożsamości narodowej i życiową drogę Hazuki wywarły wizyty polskich działaczy narodowych na Pomorzu, Józefa Czyżewskiego (z Gdańska) i Wiktora Kulerskiego (z Grudziądza). Lata kształtowania się polskiej świadomości narodowej Stefana Hazuki to okres reakcji władz pruskich na osłabienie żywiołu niemieckiego na Pomorzu. Podkreślanie swojej polskości było wyborem, za który płaciło się wysoką cenę. W 1885 r. za sprawą decyzji pruskiego ministra spraw wewnętrznych rozpoczęto wysiedlanie osób niemających obywatelstwa pruskiego. W 1898 r. powołano do życia Towarzystwo św. Brunona w Lęborku, na którego czoło wysunął się Stefan Hazuka (początkowo pełnił funkcje sekretarza i bibliotekarza). Praca zawodowa i społeczna została przerwana w październiku 1904 r., gdy Hazuka rozpoczął dwuletnią obowiązkową służbę w wojsku niemieckim. Po powrocie ożenił się z Małgorzatą Loeser i wkrótce na świat przyszło ich pierwsze z sześciorga dzieci.

## Kulminacja działalności narodowej
Stefan Hazuka nie walczył na froncie I wojny światowej (nie został zmobilizowany ze względu na zły stan zdrowia). Ożywił się Polski Ruch Narodowy w Lęborku. Hazuka zaczął być wówczas postrzegany jako lokalny przywódca Polski. Od tego czasu wspólnie z Szczepanem starał się zorganizować lokalną społeczność polską we wspieraniu formującego państwa polskiego. W Lęborku powstała z miejscowa rada ludowa (z inicjatywy przybyłego Józefa Czyżewskiego), której przewodniczącym został Stefan Hazuka. Na początku 1919 r. odbył się wiec Polaków w Lęborku. Przemawiali na nim Czyżewski, Gracz i Hazuka. Ogłoszono wówczas powstanie polskiej Powiatowej Rady Ludowej, podlegającej podkomisariatowi w Gdańsku. Zgodnie z rozporządzeniem z 11 stycznia głoszenie haseł walki o przyłączenie powiatów lęborskiego i bytowskiego do Polski uznawane było za zdradę państwa dokonaną przez własnych obywateli. Aresztowano Hazukę, Gracza, Werrę z powiatu bytowskiego i kilku innych działaczy. Aresztowanych początkowo osadzono w Lęborku. Część działaczy zwolniono, lecz pierwsza trójka nadal przebywała w areszcie. Przeniesiono ich do więzienia w Słupsku. Na skutek działań gdańskiego podkomisariatu NRL, wspartego przez władze polskie, zwolniono ich w marcu lub kwietniu 1919 r. Hazuka niedługo po zwolnieniu, zbiegł do Poznania (Wielkopolska była już w większości polska). Towarzyszył mu Szczepan Gracz. Po kilku miesiącach, gdy rozstrzygnięcia traktatu wersalskiego stały się powszechnie wiadome, Hazuka zabrał rodzinę i w listopadzie 1919 r. przeniósł się do Wejherowa. Ziemia Lęborska nadal pozostawała niemiecka. W Wejherowie Hazuka zaangażował się w pracę Straży Ludowej. Po przejęciu Pomorza przez Polskę Hazuka podjął pracę jako celnik polski (był zastępcą kierownika Urzędu Celnego na stacji kolejowej w Strzebielinie).
W okresie II wojny światowej, pomimo zaawansowanego wieku Stefan Hazuka włączył się do działań konspiracji polskiej na Pomorzu. W latach 1940–1945 działał kolejno w wejherowskich strukturach organizacji „Polska Żyje”, Tajna Organizacja Wojskowa „Gryf Pomorski” oraz „Miecz i Pług”. W 1943 r. z polecenia konspiracyjnych przełożonych zatrudnił się jako portier w siedzibie miejscowego garnizonu. Dzięki znajomości niemieckiego zdobywał tam informacje przekazywane następnie dowódcom. Po zakończeniu II wojny światowej Stefan Hazuka nie wrócił już do pracy. Miał 63 lata i zdrowie mu nie dopisywało. Zmarł 14 marca 1978 r.
Otrzymał Odznakę Frontu Pomorskiego oraz Medal Niepodległości. Za działalność w ruchu oporu podczas II wojny światowej uhonorowano go Medalem Zwycięstwa i Wolności (1948) oraz Odznaką Grunwaldu (1949).  